# Irene de Brunswick
Irene de Brunswick, nacida como Adela, (aprox. 1293 - 16/17 de agosto de 1324) fue la primera esposa de Andrónico III Paleólogo y por su matrimonio emperatriz de Constantinopla, aunque murió antes que su marido se convirtiera en emperador único.
Fue la hija de Enrique I de Brunswick-Grubenhagen e Inés de Meissen. Sus abuelos maternos fueron Alberto II de Meissen y Margarita de Sicilia.
En marzo de 1318, se casó con el príncipe Andrónico Paleólogo. Andrónico fue el hijo mayor de Miguel IX Paleólogo y Rita de Armenia. Su suegro era en ese momento coemperador con su propio padre Andrónico II Paleólogo. Con su matrimonio se incorporó la Iglesia ortodoxa y tomó el nombre de Irene. Tuvieron un solo hijo:
- Un hijo (junio de 1320 – febrero de 1322).

Murió en Rodosto durante la guerra civil entre Andrónico II y Andrónico III desde 1321 hasta 1328. Su esposo procedió a casarse con Ana de Saboya.